# 板橋区立板橋第二小学校
板橋区立板橋第二小学校 (いたばしくりついたばしだいにしょうがっこう) は東京都板橋区にある公立小学校。略称は板二小。

## 概要
2022年4月6日現在児童数198名の小規模な学校である。職員数は31名。
国連の「ユネスコスクール」に板橋区内ではじめて認定されており、環境教育を積極的に行っている。 創立90周年を記念して創られたマスコットキャラクター「キノッピー」は、学校の特徴である豊かな自然がモチーフにされている。

### 校歌
- 作詞:サトウハチロー
- 作曲:渡辺浦人[4]

### 教育目標
自分でする子供　思いやりのある子供　じょうぶな子供

### 施設
- 校地面積：7.773㎡
- 校舎面積：3.728㎡
  - 体育館
  - プール
  - ビオトープ
  - ランチルーム
  - 少人数教室[4]

## 沿革
- 1924年
  - 9月15日：初代校長就任。東京府北豊島郡板橋町金井窪82に木造校舎2階建て20教室を落成。
  - 9月16日：東京府北豊島郡板橋第二尋常小学校として開校。
  - 9月27日：開校式挙行。
- 1941年4月1日：国民学校令施行により国民学校になる。
- 1946年11月14日：戦災で焼失した旧校舎に代わり新校舎が落成する。
- 1947年
  - 1月21日：学校給食開始。
  - 4月1日：学制改革により東京都板橋区立第二小学校（現校名）になる。[4]

## アクセス
- 都営地下鉄都営三田線板橋区役所前駅から徒歩3分。
- 東武鉄道東武東上本線大山駅若しくは下板橋駅から徒歩10分。
- JR東日本埼京線板橋駅から徒歩15分。[6]